# Іловаць
45°37′ пн. ш. 15°27′ сх. д. / 45.62° пн. ш. 15.45° сх. д.
Іловаць (хорв. Ilovac) — населений пункт у Хорватії, у Карловацькій жупанії у складі міста Озаль.

## Населення
Населення за даними перепису 2011 року становило 35 осіб.
Динаміка чисельності населення поселення: